# Zbigniew Galec
Zbigniew Marcin Galec (ur. 7 października 1953 w Szybach) – generał dywizji Wojska Polskiego.

## Życiorys
Absolwent Technikum Hutniczo-Mechanicznego w Ostrowcu Świętokrzyskim.
W latach 1973–1977 był podchorążym Wyższej Oficerskiej Szkoły Lotniczej im. Janka Krasickiego w Dęblinie, jako nawigator naprowadzania. W latach 1982–1985 był słuchaczem Akademii Sztabu Generalnego w Rembertowie. Obecnie mieszka w Warszawie.
W okresie od 16 lutego 2009 roku do 30 września 2010 roku pełnił obowiązki dowódcy Centrum Operacji Powietrznych. 11 listopada 2009 roku Prezydent RP, Lech Kaczyński wręczył mu nominację na generała dywizji. 1 października 2010 roku został wyznaczony, a 7 października 2010 roku objął obowiązki na stanowisku zastępcy Dowódcy Operacyjnego Sił Zbrojnych.
4 sierpnia 2011, po upublicznieniu 29 lipca tego samego roku przez Komisję Badania Wypadków Lotniczych Lotnictwa Państwowego pod przewodnictwem Jerzego Millera Raportu końcowego z badania zdarzenia lotniczego nr 192/2010/11 samolotu Tu-154M nr 101 zaistniałego dnia 10 kwietnia 2010 r. w rejonie lotniska Smoleńsk Północny (tzw. katastrofy smoleńskiej), urzędujący od dwóch dni minister obrony narodowej Tomasz Siemoniak zwolnił go (podobnie jak szereg innych osób) z zajmowanego stanowiska służbowego.

## Awanse
- generał brygady – 15 sierpnia 2005[4]
- generał dywizji – 9 listopada 2009[5]

## Odznaczenia
- Krzyż Kawalerski Orderu Odrodzenia Polski (2002)[6]
- Złoty Krzyż Zasługi (1998)[7]
- Srebrny Krzyż Zasługi
- Brązowy Krzyż Zasługi
- Lotniczy Krzyż Zasługi (2011)[8]
- Złoty Medal "Siły Zbrojne w Służbie Ojczyzny"
- Srebrny Medal Siły Zbrojne w Służbie Ojczyzny
- Brązowy Medal Siły Zbrojne w Służbie Ojczyzny
- Złoty Medal „Za zasługi dla obronności kraju”
- Srebrny Medal Za zasługi dla obronności kraju
- Brązowy Medal Za zasługi dla obronności kraju